# Metaloprotein
Metaloprotein je generička oznaka za protein koji sadrži metalni jon kao kofaktor. Ovoj kategoriji pripada veliki broj proteina. 

## Funkcija
Procenjuje se da oko polovine svih proteina sadrži metal. Prema jednoj drugoj proceni, za jednu četvrtine do jedne trećine svih proteina je neophodno prisustvo metala za obavljanje njihovih funkcija. Stoga, metaloproteini imaju mnogo različitih funkcija u ćelijama, kao što su skladištenje i transport proteina, enzimi i signalizacijski proteini. Uočena je i uloga metalnih jona u zaraznim bolestima.

## Principi hemijske koordinacije
U metaloproteinima, metalni joni su obično koordinisani sa azotnim, kiseoničnim ili sumpornim centrima, koji pripadaju aminokiselinskim ostacima proteina. Ove donorske grupe često daju bočni ostaci lanca aminokiselina. Posebno su značajni supstituenti imidazola u ostacima histidina, tiolata u cisteinskim ostatacima i karboksilna grupa aspartata. S obzirom na raznolikost metaloproteoma, gotovo svi ostaci aminokiselina ispoljavaju afinitet vezivanja sa metanim centrima. Peptidna osnova pruža donorske grupe, gde spadaju deprotonisani amidi i amidni karbonilni centri kiseonika. 
Osim grupa donora koje daju ostataci aminokiselina, veliki broj organskih kofaktora funkcionišu kao ligandi. Možda su najpoznatiji tetradentat N4 makrociklični ligandi inkorporirani u protein hema. Takođe su česti i neorganski ligandi kao što su sulfidi i oksidi.

## Skladištenja i transport metaloproteina

### Prenosnici kiseonika
Hemoglobin, koji je glavni prenosilac kiseonika kod ljudi, ima četiri podjedinice u kojima je gvožđe(II) jon koordiniran planarnim, makrocikličnim ligandom protoporfirina IX (PIX) i imidazolskog atoma azota iz histidinskih ostataka. Šesto koordinacijako mesto sadrži molekule vode ili kiseonika. Za razliku toga proteina mioglobina, koji se nalazi u mišićnim ćelijama, ima samo jednu takvu jedinicu. Aktivno mesto se nalazi u hidrofobnom džepu. To je važno, jer bez njega gvožđe(II) će biti nepovratno oksidirano u gvožđe(III).Konstanta stabilnosti kompleksa za formiranje HBO2 je takva da se kiseonik više uzima ili otpušta, zavisno od parcijalnog pritiska kiseonika u plućima ili u mišićima. Hemoglobinske četiri podjedinice pokazuju efekt kooperativnosti koji omogućava jednostavno prenošenje kiseonika iz hemoglobina u mioglobin.
Za oba, hemoglobin i mioglobin se ponekad pogrešno navodi da oksidovani oblik sadrži gvožđe(III). Sada je poznato da se dijamagnetna priroda ovih oblika javlja zato što je atom gvožđa(II) u stanju niskog spina. U oksihemoglobinu, atom gvožđa se nalazi u ravni porfirinskog prstena, ali u paramagnetnom deoksihemoglobinu, atom gvožđa je iznad ravni prstena. Ova promena stanja spina je združeni efekt zbog većeg polja kristalnog cepanja i manjeg jonskog radijusa Fe2+ u polovini kiseonika.
Hemeritrin je još jedan nosač kiseonika koji sadrži gvožđe. Mesto vezanja kiseonika je binuklearni centar gvožđa. Atomi gvožđa koordiniraju protein preko karboksilnih bočnih lanaca glutamata, aspartata i pet histidinskih ostataka. Uzimanje O 2 hemeritrinom je praćeno dvoelektronskom oksicijom redukovanog binuklearnog centar čime se formira vezani peroksid (OOH-). Mehanizam otpuštanja kiseonika je detaljno razrađen.
Hemocijanini prenose kiseonik u krvi većine mekušaca i nekih zglavkara (Arthropoda), kao što su rakovi. Oni su drugi pigmenti za vezanje kiseonika, samo ih hemoglobin nadmašije po "biološkoj popularnosti" za izbor prenosnika kiseonika. Uz oksigenaciju dva atoma bakra(I) u aktivnom mestu do bakra(II), molekul kiseonika se prevodi u peroksid, O22–.
Hlorokruorin (kao veći nosač ertrokruorin) je hemeprotein vezanja kiseonika u krvnoj plazmi mnogih Annelida (prstenastih glista), posebno određenih morskih poliheta.

### Citohromi
Oksidacione i redoks reakcije nisu uobičajene u organskoj hemiji uz sudelovanje nekoliko organskih molekula kao oksidujućih ili redukujućih agenasa. Gvožđe(II), s druge strane, može se lako oksidovati do gvožđa(III). Ova funkcionalnost se koristi u citohromima, koji funkcionišu kao vektori transfera elektrona. Prisustvo jona metala omogućavaju metaloenzimima obavljanje njihovih funkcija, kao što su redoks reakcije koje ne mogu lako da se odvijaju ograničenim setom funkcionalnih grupa koje se nalaze u aminokiselinama. Atom gvožđa u većini citohroma je sadržan u hem grupi. Razlike između tih citohroma leže u drugostranom lancu. Na primer, citohrom a ima prostetsku grupu hem a, a citokroma b ima hem b grupu. Te razlike rezultiraju iz različitosti Fe2+/Fe3+ redoks potencijala, tako da su razni citohromi uključeni u mitohondrijske lance transporta elektrona.
P450 enzim obavlja funkciju umetanja atoma kisika u C-H veze, što je reakcija oksidacije.

### Rubredoksin
Rubredoksin je nosač elektrona koji učestvuje u metabolizmu sumpornih bakterija i archaea. Aktivno mesto sadrži jon gvožđa koordinisan sa četiri atoma sumpora iz četiri cisteinska ostatka, formirajući skoro pravilan tetraedar. Rubredoksini obavljaju jednoelektronske procese transfera. U oksidaciji se stanje atoma gvožđa menja između stanja +2 i +3. U oba oksidaciona stanja, metal je u visokom spinu, koji pomaže da se smanje strukturne promene.

### Plastocijanin
Plastocijanin je član porodice plavih bakarnih proteina koji učestvuju u reakcijama prenosa elektrona. Mesto vezivanja bakra se opisuje kao "iskrivljeni trigonalni piramidal". Trigonalna ravan piramidalne osnove se sastoji od dva atoma azota (N1 i N2) iz zasebnih histidina i sumpora (S1) iz cisteina. Sumpor (S2) iz aksijalnog metionina čini vrh. Distorzija se javlja u dužinama veza između bakra i sumpora liganda. Kontakt Cu-S1 je kraći (207 pikometra) od Cu-S2 (282 pm). Izdužena Cu-S2 veza destabilizuje CuII formu i povećava redoks potencijal proteina. Plava boja (597 nm apsorpcionog pika) se javlja usled Cu-S1 veza, gde dolazi do transfera Spπ u Cudx2-y2.
U redukovanom obliku plastocijanina, njegov His-87 će postati protonovan sa pKa od 4.4. Protonacija ga sprečava da deluje kao ligand, a geometrija mesta bakra postaje trigonalno planarna.

### Skladištenje i prenos metalnih jona

#### Gvožđe
U feritinu, gvožđe je skladišti kao gvožđe(III). Prava priroda njegovog vezivanja još nije utvrđena. Izgleda da je prisutan kao proizvod hidrolize, kao što je gvožđe FeO(OH) . Gvožđe prenosi transferin čija se veza sastoji od dva tirozina, jedne asparaginske kiseline i jednog histidina. Ljudsko telo nema mehanizam za izlučivanje gvožđa. To može dovesti do problema sa preopterećenjem gvožđem u pacijenata lečenih transfuzijom krvi, kao, na primer, s β - talasemijom.

#### Bakar
Ceruloplazmin je glavni protein sa bakarnim prenosnikom u krvi. Ceruloplazmin ispoljava aktivnost oksidaza, što je povezano sa mogućnošću oksidacije Fe2+ (fero-gvožđe) u Fe3+ (feri-gvožđe), što pomaže u transportu u plazmi u saradnji sa transferinom, koji može nositi gvožđe samo u feri stanju.

## Metaloenzimi
Svi metaloenzimi imaju jednu zajedničku funkciju, a to je da je metalni jon vezan za proteine sa jednim labilnim koordinacionim mestom. Kao i kod svih enzima, oblik aktivnog mjesta je od ključnog značaja. Metalni jon se obično nalazi u džepu čiji oblik se uklapa u podlogu. On katalizuja reakcije koje je teško ostvariti u organskoj hemiji.

### Karboanhidraze
CO2 + H2O ⇌ H2CO3.
Ova reakcija je vrlo spora u odsustvu katalizatora, ali je prilično brza u prisustvu hidroksidnog jona;
CO2 + OH– ⇌ HCO3–.
Reakcija slična ovoj je skoro momentalna posredstvom karboanhidraze. Struktura aktivnog mesta u karbonatnim anhidrazama je dobro poznata iz brojnih kristalnih struktura. Sastoji se od jona cinka koji se koordinira sa tri imidazolska atoma azota iz tri histidinske jedinice. Četvrto koordinaciono mesto zauzima molekul vode. Koordinacona sfera cinkovog jona je približno tetraedralna. Pozitivno naelektrisani cinkov jon polarizuje koordinirani molekul vode, i nukleofilni napad negativno naelektrisane hidoksidne porcije ugljen-dioksida (ugljene kiseline) se odvija brzo. Katalitički ciklus proizvodi jone bikarbonata i vodonika, pošto ravnoteža:
H2CO3 ⇌ HCO3– + H +
pogoduje disocijaciji ugljene kiseline na biološkoj pH vrednosti.

### Vitamin B12zavisni enzim
Vitamin B12 katalizuje prenos metil (-CH3) grupe između dva molekula, što uključuje razlaganje C-C veza, proces koji je energetski skup u organskim reakcijama. Metalni jon smanjuje energiju aktivacije procesa formiranja prolazne Co-CH3 veze. Strukturu koenzima su odredili Doroti Hodžkin i kolege, za koju je ona dobila Nobelovu nagradu za hemiju, 1964. Sastoji se od jona kobalta (II) koordinisanog sa četiri atoma azota korinskih prstenova i petog atoma azota iz imidazolne grupe. U stanju mirovanja postoji Co-Cσ sigma veza sa 5' atomom ugljenika adenozinu. Ovo je organometalno prirodno jedinjenje, što objašnjava njegovu funkciju u reakciji trans-metilacije, kao što je reakcija koja se odvija u sintezi 5-metiltetrahidrofolat-homocistein metiltransferaza.

### Nitrogenaza (fiksacija azota)
Fiksacija atmosferskog kiseonika je vrlo energetski intenzivan proces, jer uključuje razgradnju vrlo stabilne trostruke veze između atoma azota. Nitrogenaza je jedan od nekoliko enzima koji mogu katalizovati taj proces. Enzim se javlja u određenim bakterijama roda Rhizobium. Postoje tri komponente te akcije: atom molibdena na aktivnom mestu, gvožđe-sumporni klasteri koji su uključeni u transport elektrona potrebnih za redukciju azota, i obilan izvor energije. Energiju obezbeđuje simbiotski odnos između bakterija i biljaka domaćina, često mahunarki. Odnos je simbiotski jer biljka doprinosi energijom iz fotosinteze i koristi dobijeni fiksirani azot bakterija. Reakcija se može simbolički izraziti kao:
,
gde Pi označava neorganski fosfat. Preciznu strukturu aktivnog mesta je bilo teško odrediti. Čini se da sadrži Mo7S8 klaster koji je u stanju da veže molekul azota i, po svoj prilici, omogućava proces početne redukcije.

### Superoksid dismutaza
Superoksidni jon, O2– nastaje u biološkim sistemima, redukcijom molekulskog kiseonika. On ima neuparene elektrone, tako se ponaša kao slobodni radikal. On je moćan oksidujući agens. Ova svojstva čine superoksidni jon vrlo toksičnim i koriste ga fagociti za ubijanje invazivnih mikroorganizama. Inače, superoksidni jon mora biti uništen pre nego što to učini neželjenu štetu u ćeliji. Enzim superoksid dismutaza vrlo efikasno obavlja ovu funkciju.
Formalno oksidaciono stanje atoma kiseonika je ½. U rastvorima na neutralnom pH, jon superoksida se disproporcionira do molekulskog kiseonika i vodonik-peroksida:
2O2– + 2H+ → O2 + H2O2.
U biologiji, ovaj tip reakcija se naziva dismutacionom reakcijom. Ona obuhvata oksidaciju i redukciju jona superoksida. Grupa enzima superoksidnih dismutaza, skraćeno SOD, povećava stopu reakcije u blizine nivoa ograničenog difuzijom. Ključ za akciju ovih enzima je metalni jon sa varijabilnim oksidacionim stanjem koji može da deluje bilo kao oksidiciono ili redukciono sredstvo:
Oksidacija
M(n+1)++O2– → Mn++O2</ sub>.
Redukcija
Mn++ O2–+ 2H+ → M(n+1)+ + H2O2.
U ljudskim SOD aktivni metal bakar, kao Cu2+ ili Cu+, tetraedno koordiniran sa četiri histidinska ostataka. Ovaj enzim sadrži jon cinka za stabilizaciju i aktivira se pratiocem bakra za superoksidne dismutaze (CCS). Ostali izozimi mogu da sadrže gvožđe, mangan ili nikl. Ni-SOD je posebno zanimljiv jer se radi o niklu (III), što je neobično oksidaciono stanje za taj element. Aktivno mesto ciklusa Ni geometrije kruži od kvadratnog planarnog Ni(II), sa tiolatom (Cys2 i Cys6) i azotom proteinske osnove (His1 i Cys2) liganda, do kvadratnog piramidalnog Ni(III) sa dodatnim aksijalnim His1 bočnim lancom liganda.

### Proteini hlorofila
Hlorofil ima ključnu ulogu u fotosintezi. Sadrži magnezijum uklopljen u hlorinski prsten. Međutim, jon magnezijuma nije direktno uključen u fotosintetsku funkciju i može se, sa malim gubitkom aktivnosti, zameniti drugim divalentnim jonima. Umesto toga, foton se apsorbuje u prsten hlorina, čija je elektronska struktura dobro prilagođena za tu svrhu.
U početku, apsorpcija fotona uzrokuje da elektrona biva pobuđen u singletno stanje Q benda. Ekscitiran stupa u međusistemski prelaz, iz singentnog stanja u trojno stanje u kojem se nalaze dva elektrona sa paralelnim spinom. Ova vrsta je, u stvari, slobodni radikal, a vrlo je reaktivna i omogućava elektronima da se prebace na primatelje koji su pored hlorofila u hloroplastu. U ovom procesu hlorofil se oksiduje. Kasnije u fosinthetskom ciklusu, hlorofil se ponovno redukuje. Ova redukcija na kraju izvlači elektrone iz vode i daje molekulski kiseonik kao finalni proizvod oksidacije.

### Hidrogenaze
Hidrogenaze se dele u tri različita tipa, na osnovu metalnog sadržaja aktivnog mesta: gvožđe-gvožđe hidrogenaza, nikl-gvožđe hidrogenaza i gvožđe hydrogenaza. Sve hidrogenaze kataliziraju reverzibilno preuzimanje H2. Dok su [FeFe] i [NiFe] hidrogenaze istinski redoks katalizatori, koji sprovode H2 oksidaciju i H+ redukciju:
H2 ⇌ 2 H+ + 2 e−
[Fe] hidrogenaze kataliziraju reverzibilnu heterolitsku reakciju cepanja H2.
H2 ⇌ H+ + H−

### Ribozim / Deoksiribozim
Od otkrića ribozima koje su ostvarili Tomas Ceč i Sidni Altman, u ranim 1980-im, ribozimi su se pokazali kao posebna klasa metaloenzima.< Mnogi ribozimi zahtevaju metalne jone u aktivnom mestu za hemijsku katalizu; stoga se i zovu metaloenzimi. Pored toga, metalni joni su bitni i za stabilizaciju ribozimske strukture. Introni grupe I su najviše proučavani ribozimi, sa tri metala koji učestvuju u katalizi. Ostali poznati ribozimi obuhvataju grupu II introna, RNazu P i nekoliko manjih virusnih ribozima (npr. čekićasti, ukosnički, ribozim delta virusa hepatitisa (HDV) i VS ribozim ). Nedavno su otkrivene četiri nove klase ribozima (po imenu tvister ribozim, sestrinski tvister, pištolj i sekira) koji su svi samopresecajući ribozimi.
Dezoksiribozimi, koji se nazivaju DNK-zimi ili katalitska DNK, prvi put su otkriveni 1994. godine, a ubrzo se pojavio kao nova klasa metaloenzima. Gotovo svim DNKzimima, za njihovo normalno funkcioniranje, neophodan je metalni jon. Tako su klasificirani kao metaloenzimi. Iako ribozimi uglavnom katalizuju razlaganje RNK podloge, različite reakcije mogu biti katalizirane DNKzimima, uključujući cepanje RNK/DNK, RNK/DNK povezivanja, aminokiselinsku fosforilaciju / defosforilaciju, formiranje ugljenik-ugljenik veza, i sl. Ipak, najviše su istraživani DNKzimi koji kataliziraju reakciju razgradnje RNK. U 1997. otkriveno je 10-23 DNKzima što je jedna od najviše proučavanih katalitičkih DNK sa kliničkim aplikacijama kao terapeutskog sredstva. Objavljeno je nekoliko metal-specifičnih DNKzima, uključujući GR-5 DNKzim (olovo-specifičan).

## Metaloproteini transdukcije signala

### Kalmodulin
Kalmodulin je primer signalnog transdukcionog proteina. To je mali protein koji sadrži četiri motiva EF ruke, od kojih je svaki u stanju da se veže na Ca2+ jon.
U EF-kracima petlje, jon kalcijuma koordinira petougaonu bipiramidnu konfiguraciju. Šest ostataka glutaminske i asparaginske kiseline, uključenih u vezivanje, su u položajima 1, 3, 5, 7, 9 lanca polipeptida. Na poziciji 12, postoji glutamatni ili aspartatni ligand koji se ponaša kao bidante ligand, dajući dva atoma kiseonika. Deveti ostatak u petlji je nužno glicin, zbog konformacionih zahteva proteinske osnove. Sfera koordinacije jona kalcijuma sadrži samo karboksilatni atom kiseonika i nema atoma azota. To je u skladu sa teškom prirodom jona kalcijuma.
Protein ima dva približno simetrična domena, odvojena fleksibilnom regionom "šarke". Vezivanje kalcijuma uzrokuje konformacionu promenu proteina. Kalmodulin učestvuje u unutarćelijskom sistemu signalizacije, delujući kao difuzibilni sekundarni glasnik na početne stimulanse.

### Troponin
U srčanom i poprečno-prugastom mišiću, proizvodnja mišićne energije prvenstveno je kontrolisana putem koncentracije unutarćelijskog kalcijuma. Generalno, kada nivo kalcijuma raste – mišić se kontrahuje, a kada opada, mišić se relaksira.
Troponin, zajedno sa aktinom i tropomiozinom je proteinski kompleks za koji se veže kalcijum, kao inicijator proizvodnje mišićne snage.

### Transkripcioni faktor
Mnogi transkripcioni faktori sadrže strukturu poznatu kao cinkov prst, što je strukturni motiv gde se regija proteina savija oko cinkovog jona. Cink ne dolazi u direktan kontakt sa DNK, kad se ovi proteini vežu za nju. Kofaktor je od suštinskog značaja za stabilnost čvrsto savijenog lanca proteina. U ovim proteinima, jon cinka je obično koordiniran parovima bočnih lanaca cisteina i histidina.

## Ostali metaloenzimi
Postoje dve vrste ugljen-monoksidne dehidrogenaze: jedan sadrži bakar i molibden, a drugi nikal i gvožđe. Paralele i razlike u katalitičkim strategije su bile u fokusu mnogih napisanih komentara. 
Neki drugi metaloenzimi dati su u sledećoj tabeli, u skladu sa uključenim metalima.
| Ion        | Primeri enzima koji sadrže dati jon                                                      |
| Magnezijum | Glukoza 6-fosfataza Heksokinaza DNK polimeraza                                           |
| Vanadijum  | Vanabini                                                                                 |
| Mangan     | Arginaza                                                                                 |
| Gvožđe     | Katalaza Hidrogenaza IRE-BP Akonitaza                                                    |
| Kobalt     | Nitrilna hidrataza Metionil aminopeptidaza Metilmalonil-KoA mutaza Izobutiril-KoA mutaza |
| Nikl       | Ureaza Hidrogenaza Koenzim-B sulfoetiltiotransferaza (MCR)                               |
| Bakar      | Citohrom oksidaza Lakaza Azotsuboksid reduktaza Nitritna reduktaza                       |
| Cink       | Alkohol dehidrogenaza Karboksipeptidaza Aminopeptidaza Beta amiloid                      |
| Kadmijum   | Metalotionein Tiolatni proteini                                                          |
| Molibden   | Nitrat reduktaza Sulfit oksidaza Ksantin oksidaza DMSO reduktaza                         |
| Volfram    | Acetilen hidrataza                                                                       |
| Razni      | Metalotioneini Fosfataza                                                                 |

## Spoljašnje veze
- Metalloprotein на 